# Белозерово (Нижегородская область)
Белозерово — село в Дальнеконстантиновском районе Нижегородской области России. Административный центр Белозеровского сельсовета.

## География
Село находится в центральной части Нижегородской области, в зоне хвойно-широколиственных лесов, при автодороге 22Н-2003, к северу от реки Озёрка, на расстоянии приблизительно 9 км (по прямой) к северо-востоку от рабочего посёлка Дальнее Константиново, административного центра района. Абсолютная высота — 131 м над уровнем моря.
Климат
Климат характеризуется как умеренно континентальный, с коротким умеренно тёплым летом и холодной продолжительной зимой. Среднегодовая температура — 3,6 °C. Средняя температура воздуха самого тёплого месяца (июля) — 19 °C (абсолютный максимум — 37 °C); самого холодного (января) — −12 °C (абсолютный минимум — −42 °C). Продолжительность безморозного периода составляет 142 дня. Среднегодовое количество атмосферных осадков составляет 550—600 мм, из которых две трети выпадает в тёплый период. Устойчивый снежный покров устанавливается в третьей декаде ноября и держится около 140—145 дней.
Часовой пояс
Село Белозерово, как и вся Нижегородская область, находится в часовой зоне МСК (московское время). Смещение применяемого времени относительно UTC составляет +3:00.

## История
На карте Нижегородского уезда 1800 года населённый пункт обозначен двумя отдельными поселениями, причём каждое из них на тот момент имеет статус деревни. Центральная часть современного села фигурирует на ней следующим образом — Д. бол. Белозериха. Она расположена по обеим сторонам оврага под названием Черной, пролегающего с юга на север. Дальняя же часть села, которая на современных картах именуется «ул. Подляшиха», — это в конце XVIII века не иначе как Д. м. Белозериха, Подлешиха тожъ.
В Атласе Менде 1850 года, а также на карте Нижегородского уезда 1887 года (автор — профессор В. В. Докучаев) населённый пункт по-прежнему продолжает обозначаться двумя отдельными поселениями, только статус одного из них к середине XIX века изменился. Соответственно, центральная часть современного села стала подписываться следующим образом — С. Белозерово. Дальняя же часть села — это просто Д. Подляшиха.

## Население
| 2002 | 2010 |
| ---- | ---- |
| 484  | ↘377 |

Национальный состав
Согласно результатам переписи 2002 года, в национальной структуре населения русские составляли 93 %.